# Salacia elliptica
Salacia elliptica ist ein Baum in der Familie der Spindelbaumgewächse aus Bolivien, dem mittleren bis nördlichen Brasilien bis Paraguay, Venezuela, Kolumbien bis nach Zentralamerika und in die Guyanas sowie aus Ecuador.

## Beschreibung
Salacia elliptica wächst als immergrüner Baum bis etwa 10 Meter hoch. Der Stammdurchmesser erreicht etwa 40 Zentimeter.
Die einfachen, gegenständigen und kurz gestielten, dicklichen Laubblätter sind kahl und lederig. Der kurze Blattstiel ist bis 1–1,5 Zentimeter lang. Die ganzrandigen bis schwach gekerbten, eiförmigen bis elliptischen oder verkehrt-eiförmigen Blätter sind 6–14 Zentimeter lang und 3,5–7 Zentimeter breit. An der Spitze sind sie abgerundet bis eingebuchtet oder spitz. Die Blätter sind in den verschiedenen Habitaten recht unterschiedlich in der Breite, von recht schmal bis breit.
Die Blüten erscheinen in achselständigen Büscheln. Die gelben bis orangen, gestielten und fünfzähligen, zwittrigen Blüten sind mit doppelter Blütenhülle. Die Blüten sind etwa bis 10 Millimeter im Durchmesser. Es sind nur 3 kurze Staubblätter und ein dreikammeriger, oberständiger Fruchtknoten mit kurzem Griffel und ein dicker, fleischiger Diskus vorhanden.
Es werden erste grüne, teils „bereifte“ und zur Reife gelbe, rundliche und meist glatte, mehrsamige, etwa 3–5 Zentimeter große, ledrige Beeren gebildet. Die beigen Samen sind von einem schleimigen Arillus umhüllt.
Die Chromosomenzahl beträgt 2n = 28.

## Taxonomie
Die Erstbeschreibung des Basionyms Anthodon ellipticus erfolgte 1822 durch Joseph August Schultes nach Carl Friedrich Philipp von Martius in J.A.Schultes, Mant. 1: 348. Die Umteilung in die Gattung Salacia zu Salacia elliptica erfolgte 1831 durch George Don junior in Gen. Hist. 1: 631. Es sind sehr viele Synonyme bekannt.

## Verwendung
Die Früchte sind essbar.